# تيكسل

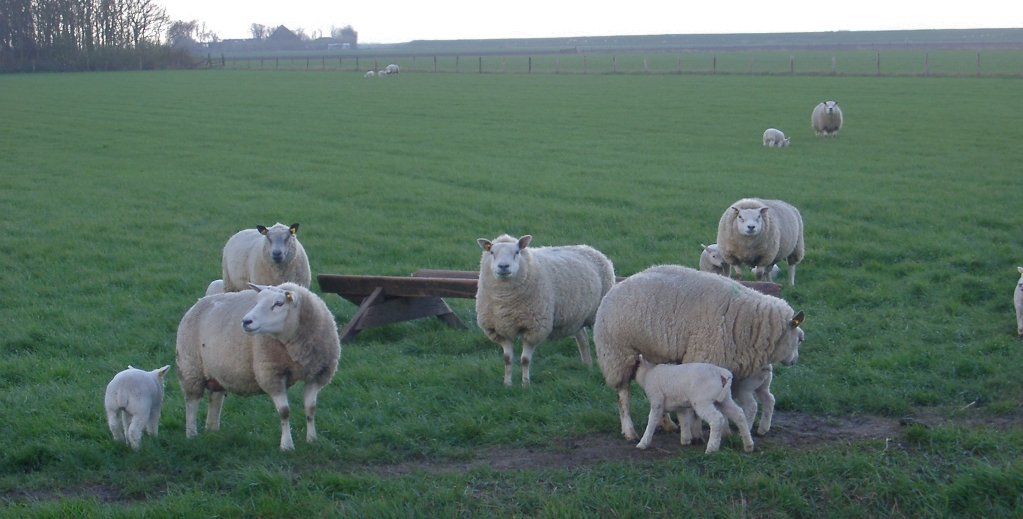
قطيع من سلالة تيكسل بالجزيرة التي تحمل نفس الاٍسم

تيكسل (بالإنجليزية: Texel)‏ هي سلالة غنم أصلها من جزيرة تيكسل بهولندا. هي الآن من لحوم الغنم الخالية من الدهون الشعبية بالولايات المتحدة، أستراليا، نيوزيلندا، أوروغواي و أوربَّا.

## ألبوم الصور

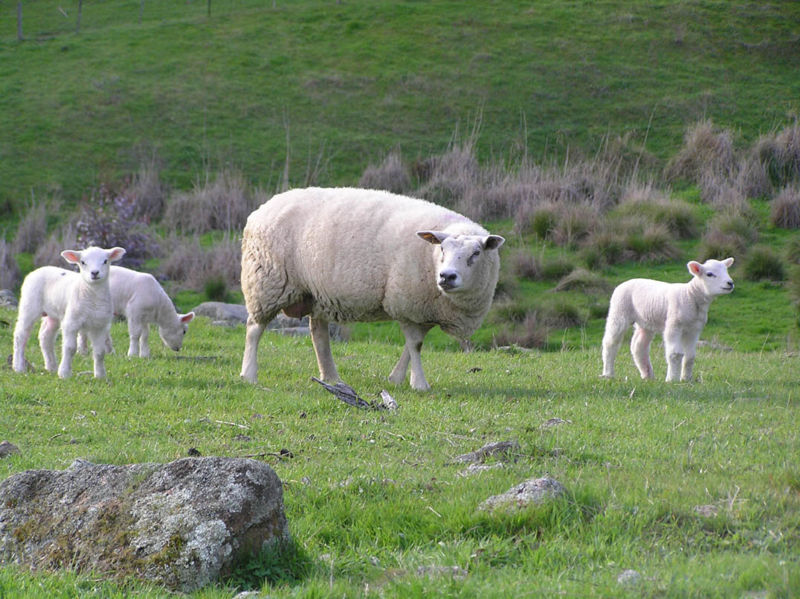
نعجة تيكسل مع خرافها
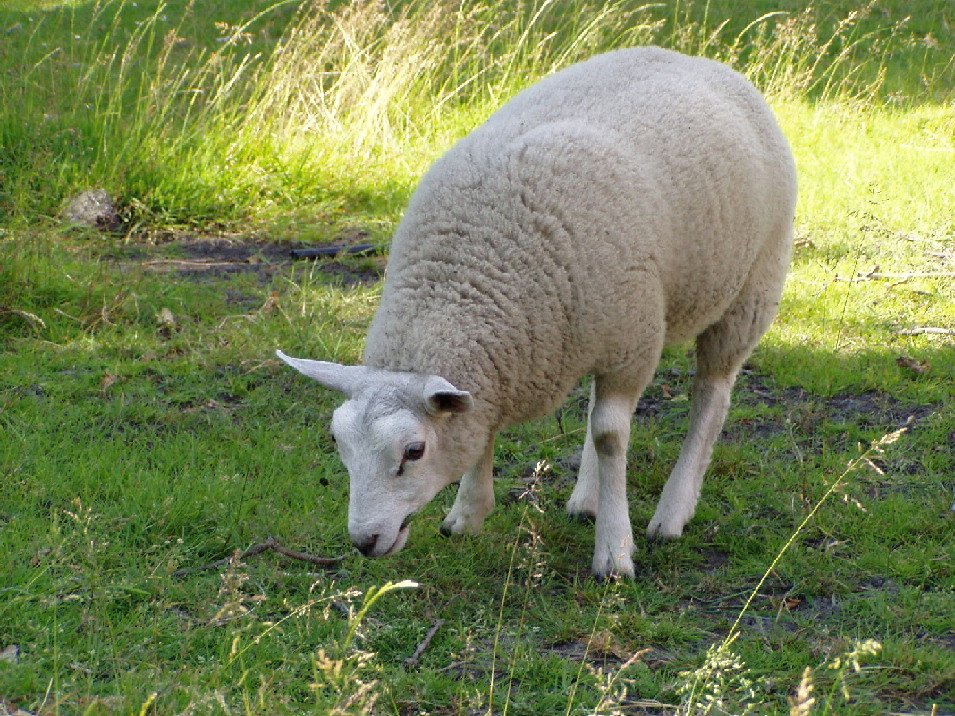
خروف من سلالة تيكسل
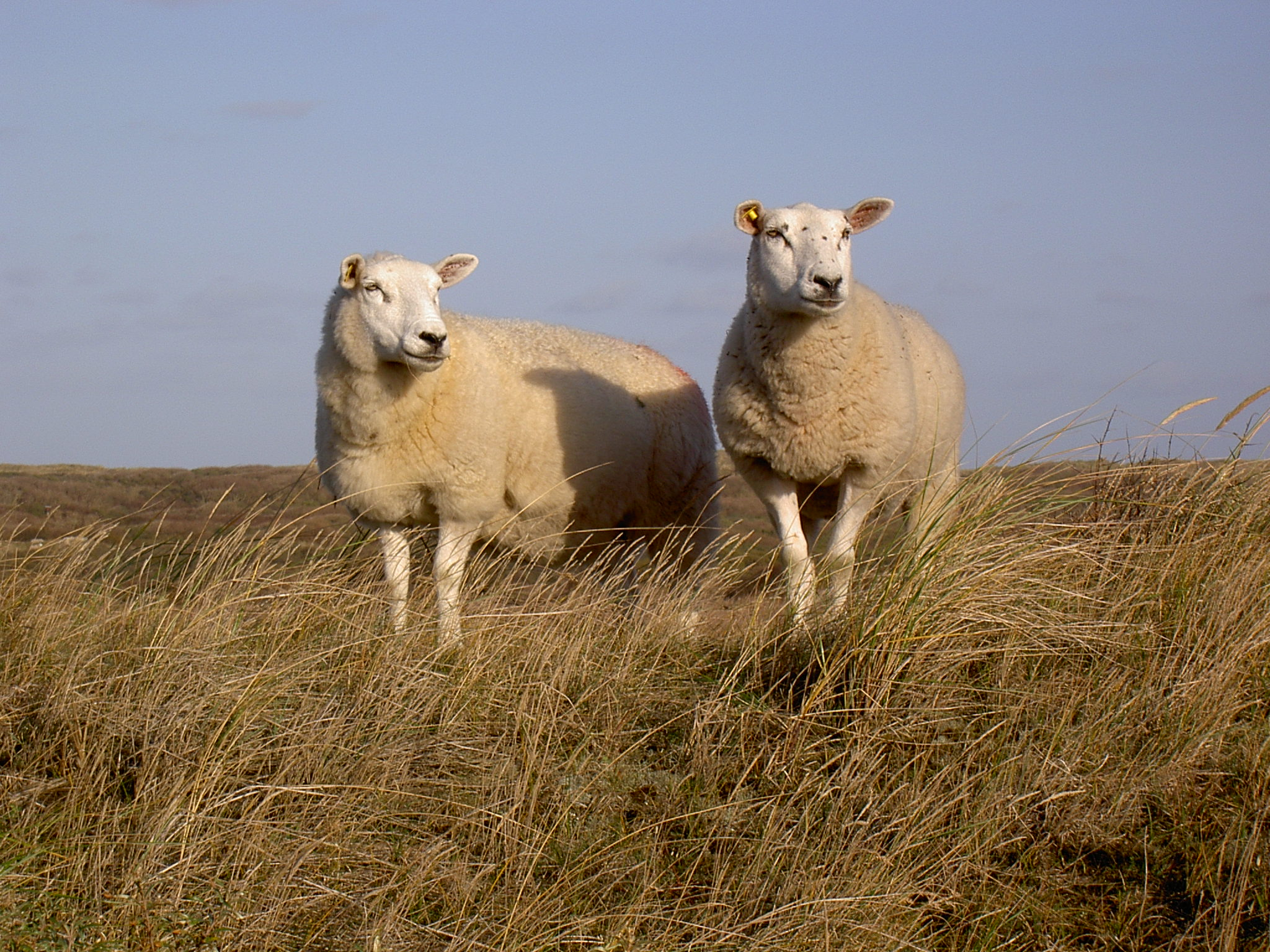
نعجتين تيكسل